# Pornóapáti
Pornóapáti est un village et une commune du comitat de Vas en Hongrie.

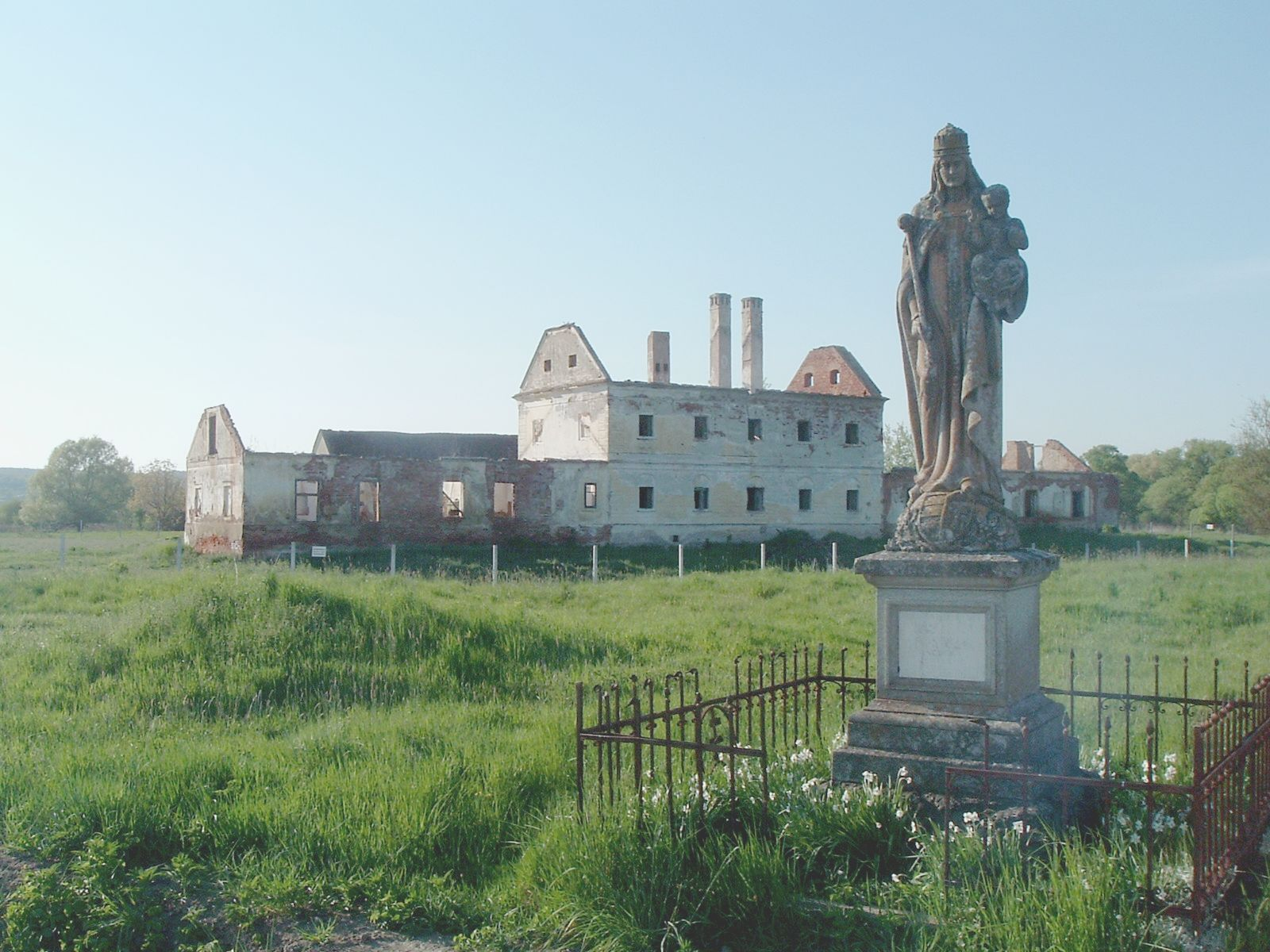
Ruines de Ómajor (« vieille ferme ») construite à l'emplacement de l'ancienne abbaye.

Apáti du nom hongrois fait référence à l'abbaye (apát « abbé ») qui y a été fondée par l'abbaye de Szentgotthárd au XIIIe siècle et a disparu fin XVIIIe siècle.